# Thiago Almada
Thiago Ezequiel Almada (født 26. april 2001) er en argentinsk fodboldspiller, der spiller for Botafogo.
Han blev udtaget til Argentinas trup til VM i fodbold 2022 i Qatar.